# Callionima parthenope
Callionima parthenope är en fjärilsart som beskrevs av Jose Francisco Zikán 1935. Callionima parthenope ingår i släktet Callionima och familjen svärmare. Inga underarter finns listade i Catalogue of Life.